# Dieneț
Dieneț – wieś w Rumunii, w okręgu Bacău, w gminie Pâncești. W 2011 roku liczyła 668 mieszkańców.